# Sericocomopsis erinacea
Sericocomopsis erinacea är en amarantväxtart som först beskrevs av Schinz, och fick sitt nu gällande namn av Albert Peter. Sericocomopsis erinacea ingår i släktet Sericocomopsis och familjen amarantväxter. Inga underarter finns listade i Catalogue of Life.